# Фідуціарна емісія
Фідуціа́рна емі́сія — випуск банками банкнот за умови часткового їх покриття золотом.

## Історія виникнення
До епохи капіталізму і на початку його розвитку в обігу перебували срібна і золота, а в деяких країнах лише срібна валюта. З розвитком капіталізму все більшого значення набувають банкноти — кредитні знаки грошей, що їх випускають емісійні банки для заміни металевих грошей, як засіб обігу і платежів. До XIX ст. між банками не існувало розподілу функцій. Усі банки виконували функції комерційних та емісійних. У створенні емісійних банків ще не було гострої потреби, бо банкноти у грошовому обігу відігравали незначну роль. Швидкий розвиток кредитної системи після промислового перевороту супроводжувався зростанням значення банкнотного обігу. З кінця XVIII ст. у Великій Британії, а з останньої третини XIX ст. і в інших країнах в обігу в основному залишається золото, а також розміняні на золото банкноти. Для загальної кризи капіталізму, яка охопила і валютну систему, характерним є паперова валюта — нерозмінні на золото банкноти, які постійно знецінюються.
До початку XX ст. централізація банкнотної емісії була завершена лише в європейських країнах. У більшості країн емісійні банки було створено у XX ст., головним чином, у період між двома світовими війнами.
Емісійні банки створювалися на основі спеціальних банківських законів двома шляхами. Згідно з першим переважне право банкнотної емісії законом надавалося найпотужнішому комерційному банку країни, унаслідок чого він поступово перетворювався на центральний емісійний банк. Саме так став емісійним Банк Англії. Другий шлях передбачав створення банку як емісійного центру країни з самого початку його організації. Таким шляхом створені центральні банки у більшості країн.
Після Другої світової війни центральні банки було націоналізовано в Англії, Франції та інших країнах.

## Класифікація емісійних банків
За формою організації емісійні банки можуть бути акціонерними та державними, причому держава часто є одним з акціонерів. В одних країнах ці банки з самого початку створювалися як державні, в інших — вони ставали державними внаслідок їх націоналізації шляхом викупу державою акцій на сприятливих для акціонерів умовах.

## Сучасний стан емісійних банків
Нині в більшості країн емісійні банки є державними. Лише в деяких країнах капітал частково належить кредитним установам та приватним особам. Наприклад:
- У Бельгії та Австрії державі у центральних банках належить — 50% капіталу,
- в Японії — 55%,
- у Швейцарії — 57% (1).